# Птеростихи

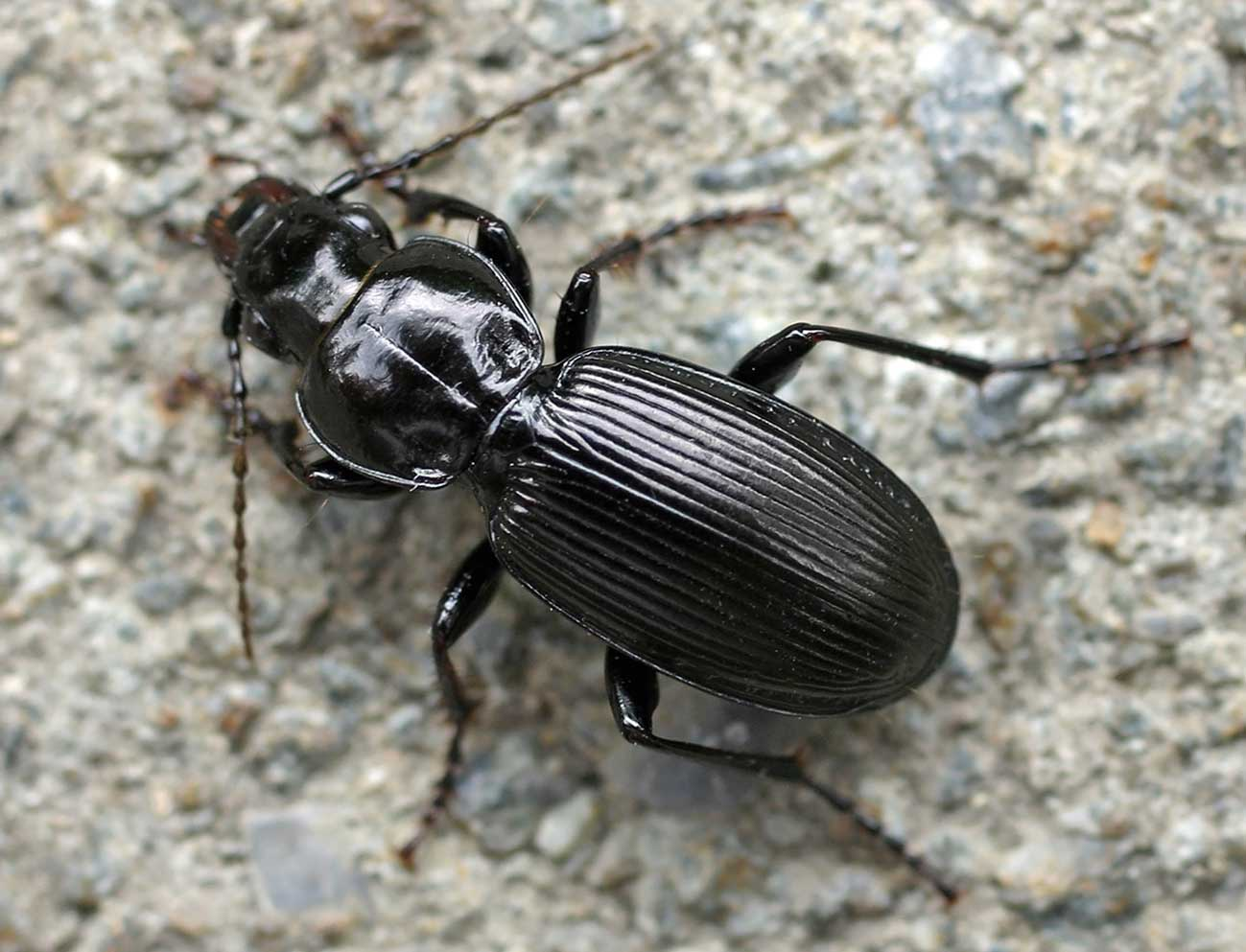
Pterostichus madidus

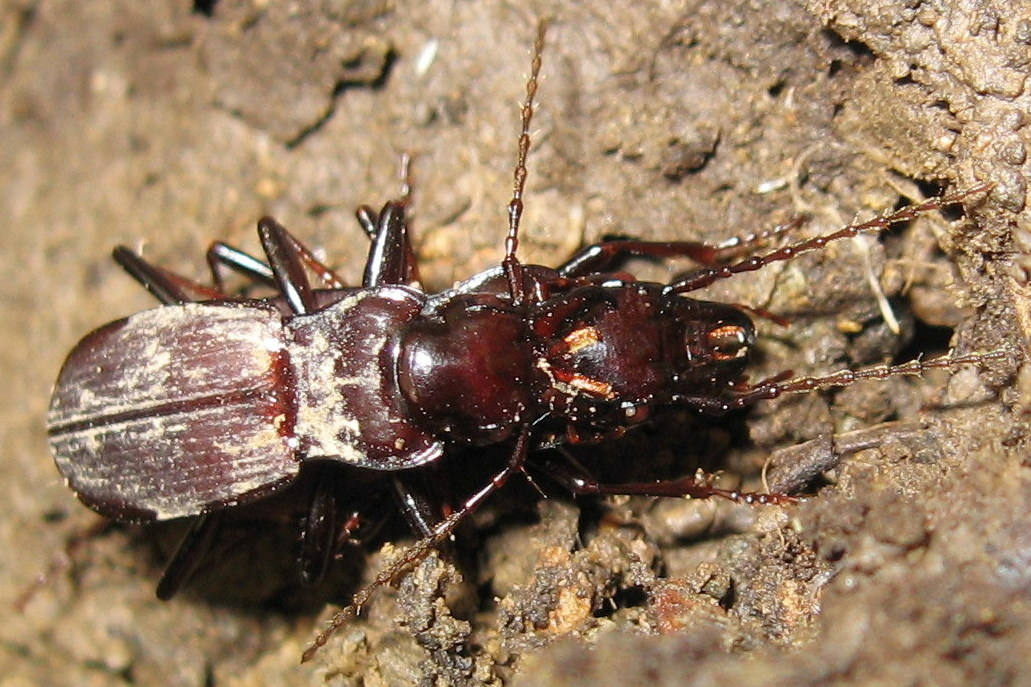
Спаривание Pterostichus microps

Птеростихи (лат. Pterostichus) — род жужелиц из подсемейства Platyninae (или Harpalinae). Включает около 200 видов жуков в мировой фауне и около 60 в Средней Европе. Наземные жуки, характерные для Голарктики.

## Описание
Подвижные жуки черного цвета, длиной 1—2 см. Надкрылья хотя бы на третьем промежутке по крайней мере с одной щетинконосной порой.

## Биология
Хищники. Предпочитают влажные участки лесов, влажные луга, побережья водоемов.

## Классификация
Известно около 100 таксонов родового уровня, являющихся или синонимами, или подродами рода Pterostichus. Выделяют 25-30 подродов, в том числе:
- Adelopterus
- Adelosia
- Aphaon
- Argutor
- Bothriopterus
- Calopterus
- Cheporus
- Cophosus
- Corax
- Cryobius
- Eosteropus
- Feronidius
- Haptoderus
- Haptotapinus
- Iberopus
- Lenapterus
- Lianoe
- Lyrothorax
- Melanius
- Metallophilus
- Morphnosoma
- Oreophilus
- Parahaptoderus
- Parapterostichus
- Petrophilus
- Phonias
- Platypterus
- Platysma
- Pseudomaseus
- Pseudorites
- Pseudosteropus
- Pterostichus
- Pyreneorites
- Sterocorax
- Steropus

## Список видов
Среди видов Европы:
- Pterostichus melanarius (Illiger, 1798)
- Pterostichus minor (Gyllenhal, 1827)
- Pterostichus niger (Schaller, 1783)
- Pterostichus nigrita (Paykull, 1790)
- Pterostichus oblongopunctatus (Fabricius, 1787)
- Pterostichus strenuus (Panzer, 1796)
- Pterostichus vernalis (Panzer, 1795)

Среди видов Азии:
- Pterostichus adelphus Shi & Liang, 2015[5]
- Pterostichus agilis Allegro & Sciaky, 2010[6]
- Pterostichus ailaoicus Shi & Liang, 2015[5]
- Pterostichus baenningeri Jedlička
- Pterostichus beneshi Sciaky
- Pterostichus bullatus Allegro & Sciaky, 2010[6]
- Pterostichus camelus Shi & Liang, 2015[5]
- Pterostichus dentifer Allegro & Sciaky, 2010[6]
- Pterostichus dimorphus Shi & Liang, 2015
- Pterostichus hedkeinekus Morvan, 1995
- Pterostichus liciniformis Csiki, 1930[7]
- Pterostichus maitreya Shi & Liang, 2015
- Pterostichus miao Shi & Liang, 2015[5]
- Pterostichus pohnerti Jedlička
- Pterostichus tumulus Shi & Liang, 2015
- Pterostichus wangjiani Shi & Liang, 2015
- Pterostichus xilingensis Allegro & Sciaky, 2010[6]
- Pterostichus yan Shi & Liang, 2015
- Pterostichus yuxiaodongi Shi & Liang, 2015
- Pterostichus zhygealu Shi & Liang, 2015[5]